# Andreas Brünniche
Andreas Schytz Plum Brünniche, född 25 januari 1823 i Skovlænge på Lolland, död 6 juni 1908 i Köpenhamn, var en dansk läkare.
Brünniche blev student 1840 och avlade läkarexamen 1846. Under slesvig-holsteinska kriget 1848–1850 var han underläkare, studerade efter kriget i utlandet, var koleraläkare i Köpenhamn 1853 och därefter reservmedikus på Frederiks Hospital. År 1857 avlade han doktorsgraden, var en tid medredaktör för "Hospitalstidende" och senare redaktör för "Bibliotek for Læger". I dansk-tyska kriget 1864 var han överläkare på ett lasarett i Köpenhamn. Få har fungerat så länge som sjukhusöverläkare som honom; 1858–1870 var han överläkare på Børnehospitalet och 1870–1896 på Kommunehospitalet.

## Utmärkelser
- Riddare av Dannebrogorden,  1870[1]
- Dannebrogsmännens hederstecken,  1888[1]
- Kommendör av Dannebrogorden,  1896[1]

[Redigera Wikidata]